# Aire urbaine de Besançon
L'aire urbaine de Besançon est une aire urbaine française centrée sur la ville de Besançon, préfecture du département du Doubs et siège de la région Bourgogne-Franche-Comté.
Composée de 251 communes au 1er janvier 2019, elle comptait 251 700 habitants en 2017.
Au 1er janvier 2021, l'aire d'attraction de Besançon lui est substituée. Cette dernière est plus étendue puisque composée de 312 communes. 

## Caractéristiques
D'après la définition qu'en donne l'Insee, l'aire urbaine de Besançon est composée de 251 communes, situées dans le Doubs, le Jura et la Haute-Saône. Ses 251 700 habitants (chiffres 2017) font d'elle la 42e aire urbaine de France. Son pôle urbain, l'unité urbaine de Besançon, compte onze communes. 166 communes sont situées dans le département du Doubs, 62 en Haute-Saône et 23 dans le Jura.
Le tableau suivant détaille la répartition de l'aire urbaine sur les départements (les pourcentages s'entendent en proportion du département) :
| Département | Communes | Communes (%) | Superficie (km2) | Superficie (%) | Population (1999) | Population (%) |
| ----------- | -------- | ------------ | ---------------- | -------------- | ----------------- | -------------- |
| Doubs       | 167      | 29,3         | 1 157,18         | 22,1           | 204 295           | 40,9           |
| Jura        | 23       | 3,9          | 161,40           | 3,3            | 6 818             | 2,7            |
| Haute-Saône | 62       | 7,7          | 343,22           | 6,4            | 11 268            | 4,9            |

L'aire urbaine de Besançon est rattachée à l'espace urbain Est.

## Données sur des communes de l'aire urbaine
L'Insee fournit la liste des communes et les données socioprofessionnelles.

## Évolution démographique
| 1968    | 1975    | 1982    | 1990    | 1999    | 2006    | 2012    | 2017    |
| ------- | ------- | ------- | ------- | ------- | ------- | ------- | ------- |
| 171 713 | 191 705 | 199 440 | 212 514 | 227 195 | 239 750 | 246 701 | 251 700 |